# Évregnies
Evregnies (en néerlandais : Evernijs) est une section de la commune belge d'Estaimpuis, située en  Wallonie picarde et en Flandre romane dans la province de Hainaut.

## Toponymie
Évregnies est déjà mentionné au XIIe siècle comme Iuregniis en Eureniis, dérivé du nom germain "Eburo" et le suffixe "-iniacas", ce qui veut dire propriété d'Eburo. Cela a abouti au mot néerlandais d'Evernijs.

## Évolution démographique
- Sources : INS, Rem. : 1831 jusqu'en 1970 = recensements, 1976 = nombre d'habitants au 31 décembre.

## Histoire
Évregnies est une commune jusqu'à la fusion des communes de 1977 lorsqu'elle fut regroupée à Estaimpuis. Évregnies, comme Estaimpuis et d'autres villages, appartenait à l'origine à la zone néerlandophone, mais s'est francisé au cours des années.

## Galerie

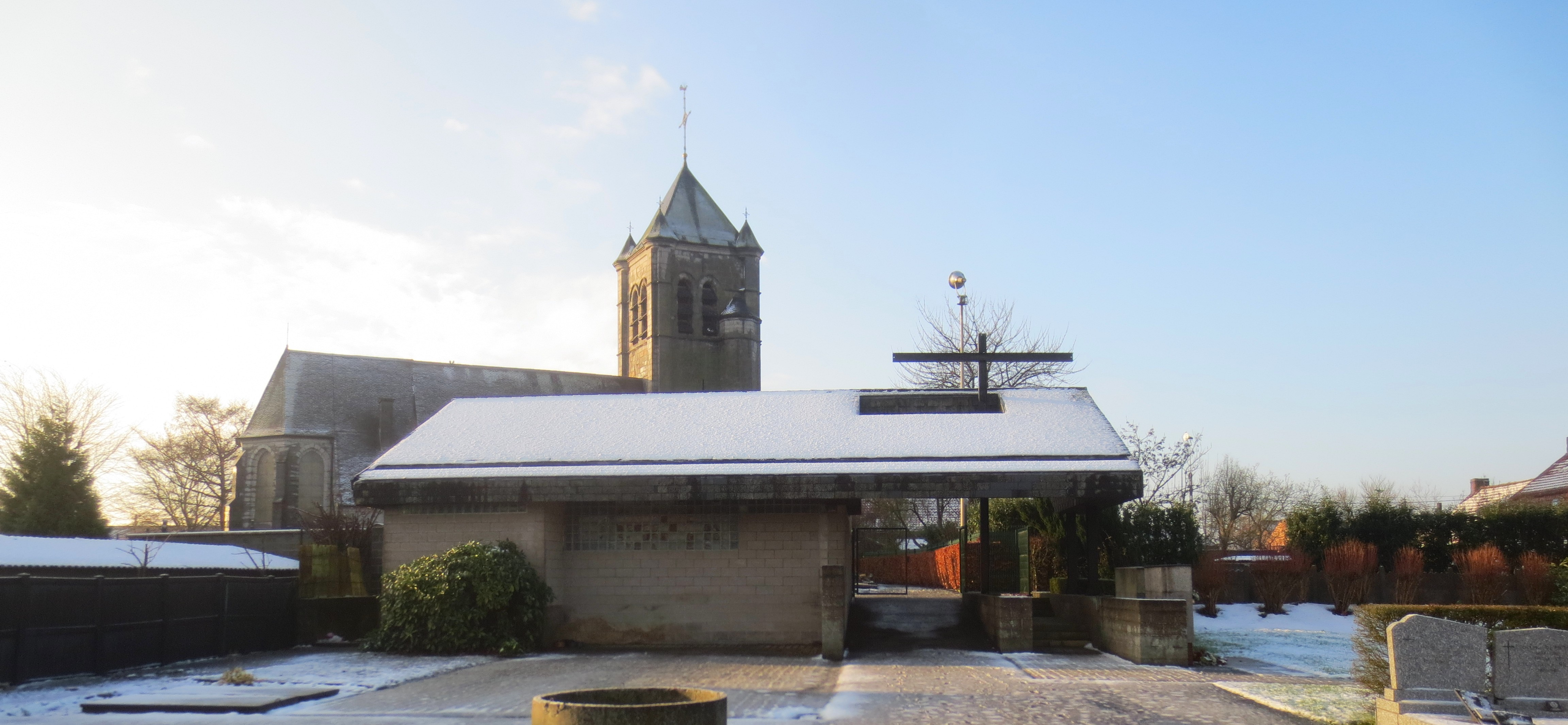
Évregnies sous la neige.
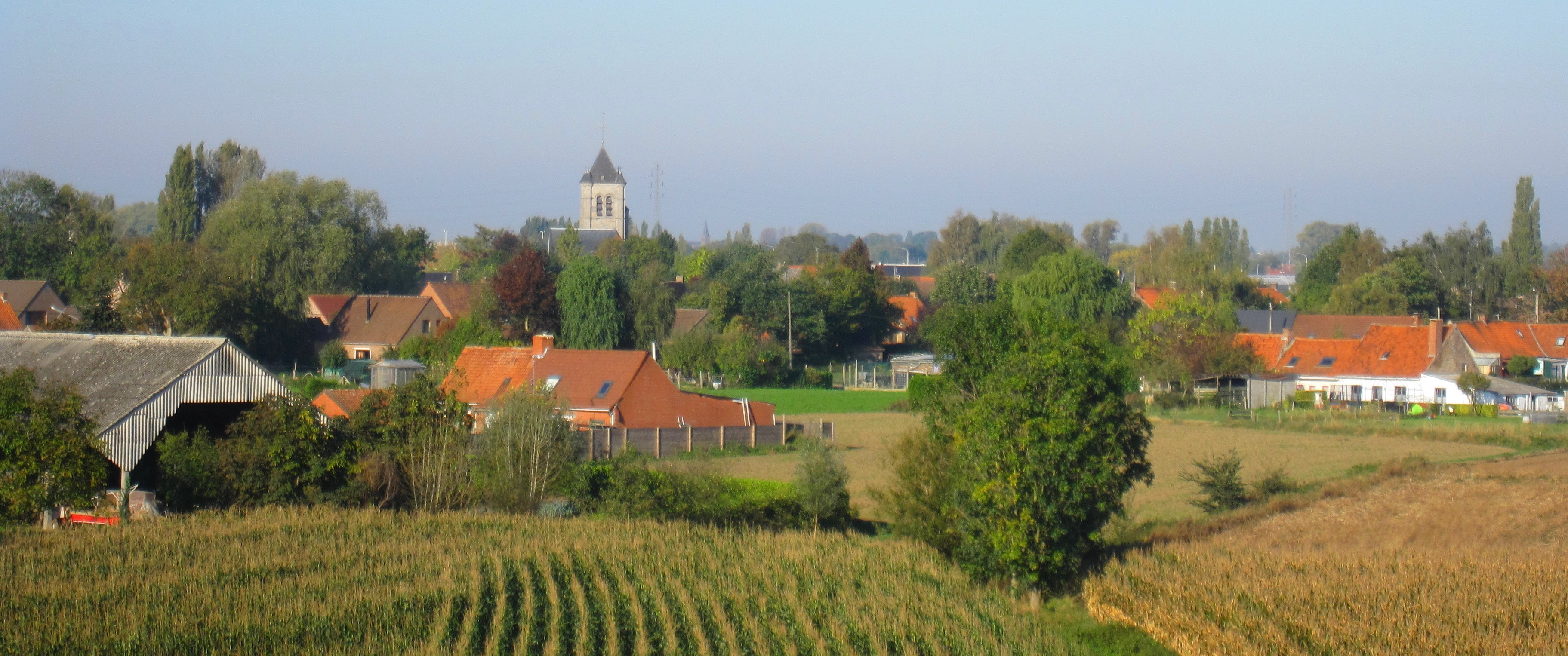
Vue panoramique de l'ancien village.
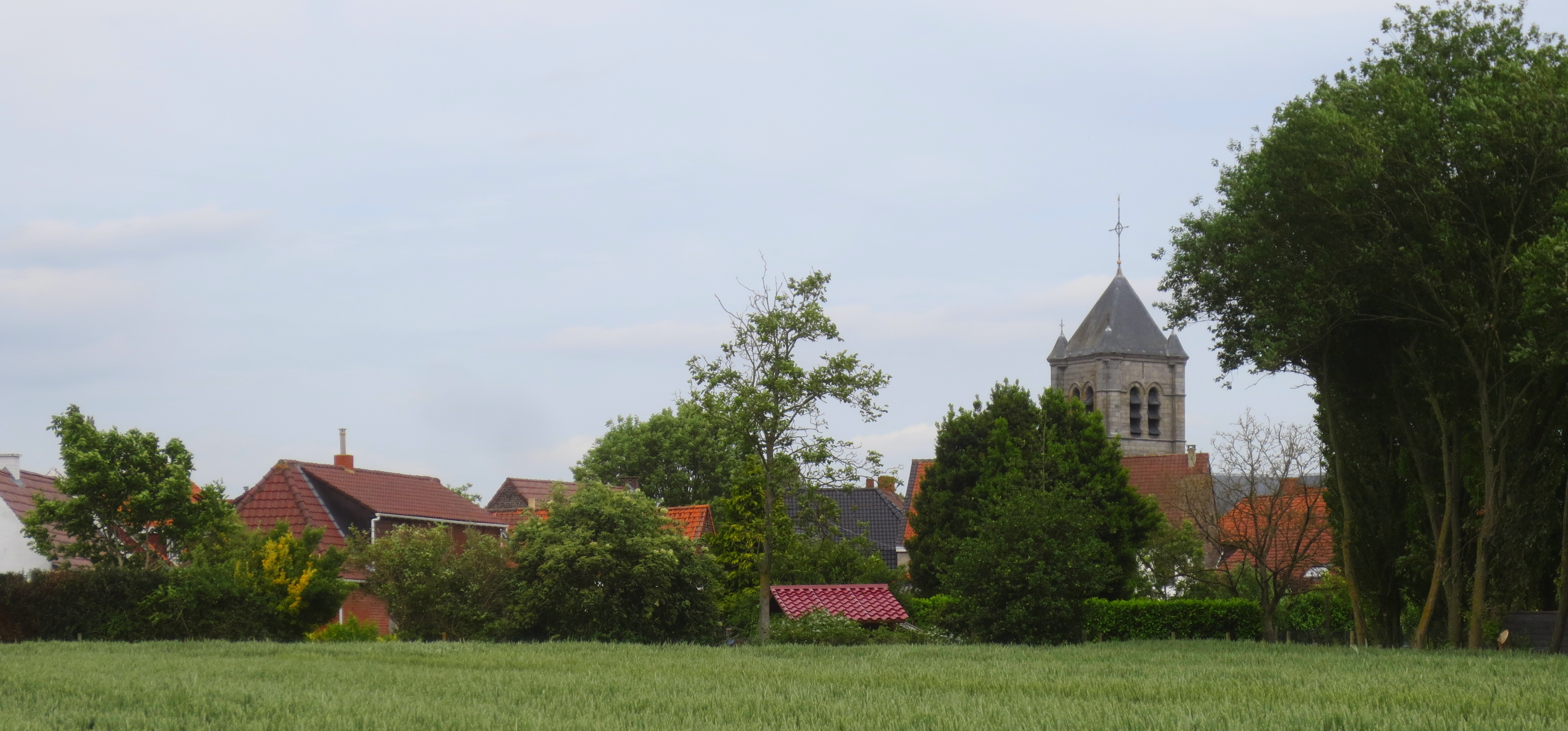
Église d'Évregnies.
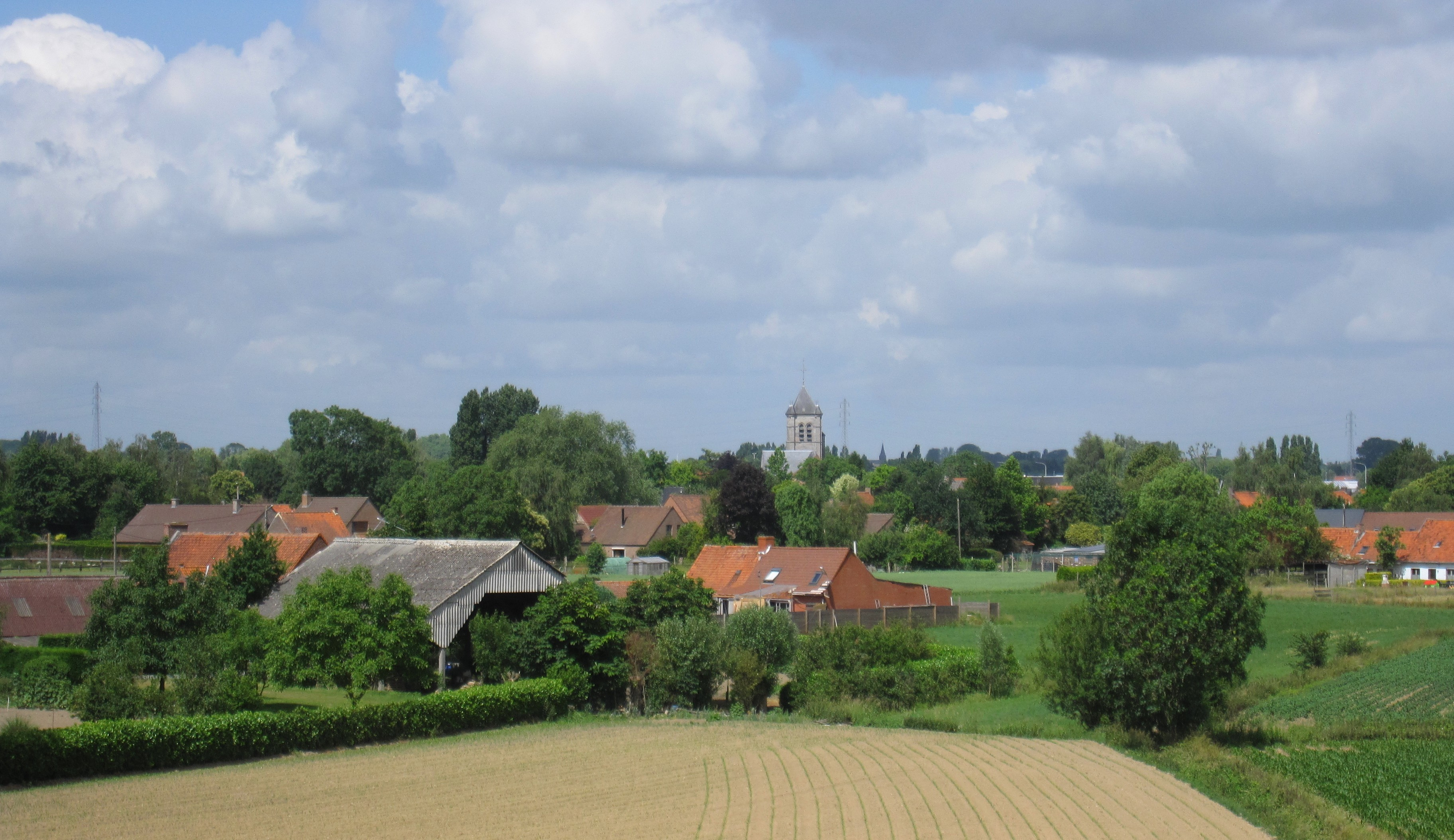
Évregnies au printemps.